# Torpsjön, Medelpad
Torpsjön är en sjö i Ånge kommun i Medelpad och ingår i Ljungans huvudavrinningsområde. Sjön är 13 meter djup, har en yta på 2,99 kvadratkilometer och befinner sig 59,9 meter över havet. Sjön avvattnas av vattendraget Ljungan.

## Delavrinningsområde
Torpsjön ingår i det delavrinningsområde (693039-152025) som SMHI kallar för Utloppet av Torpsjön. Medelhöjden är 127 meter över havet och ytan är 24,4 kvadratkilometer. Räknas de 668 avrinningsområdena uppströms in blir den ackumulerade arean 6 665,37 kvadratkilometer. Avrinningsområdets utflöde Ljungan mynnar i havet. Avrinningsområdet består mestadels av skog (39 procent), öppen mark (13 procent) och jordbruk (18 procent). Avrinningsområdet har 2,98 kvadratkilometer vattenytor vilket ger det en sjöprocent på 12,2 procent. Bebyggelsen i området täcker en yta av 2,62 kvadratkilometer eller 11 procent av avrinningsområdet.

## Galleri

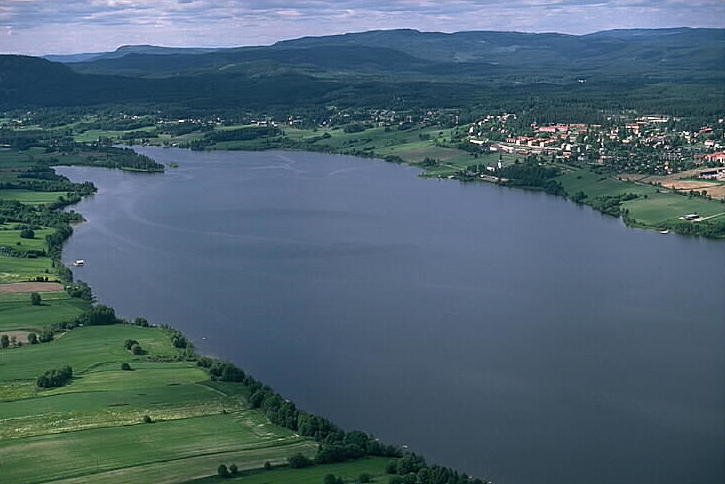
Fränsta och Torpsjön 16 juni 1988.
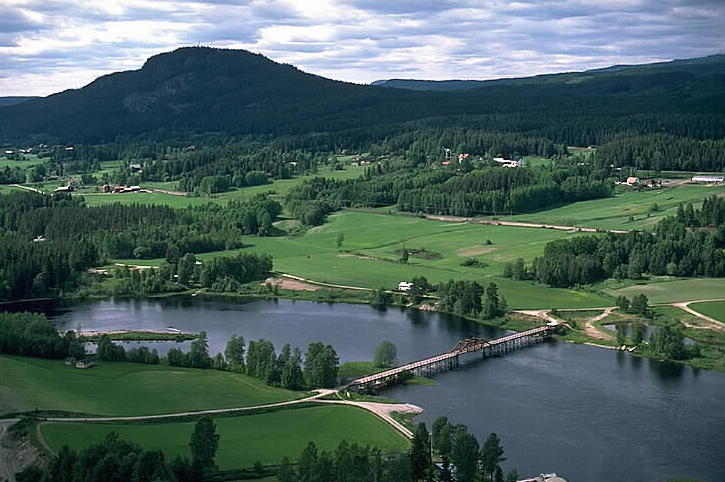
Träbron till Viknäset.
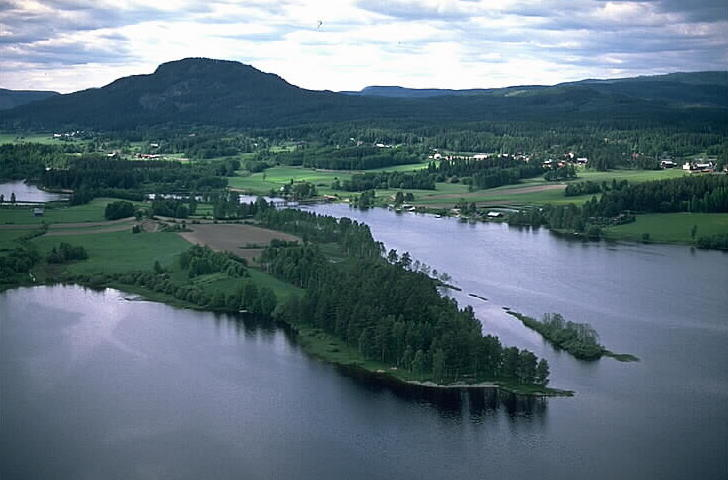
Viknäset och gravfältet Torp 51:1.